# دان کازلار
دان کازلار (ایتالیایی: Dan Caslar؛ ۱۸۸۸ – ۱۹۵۹) آهنگساز اهل ایتالیا بود.
از فیلم‌هایی که وی در آن‌ها نقش داشته‌است، می‌توان به تاکسی شب و سه احمق خوش‌شانس اشاره نمود.